# Meeresschnecke

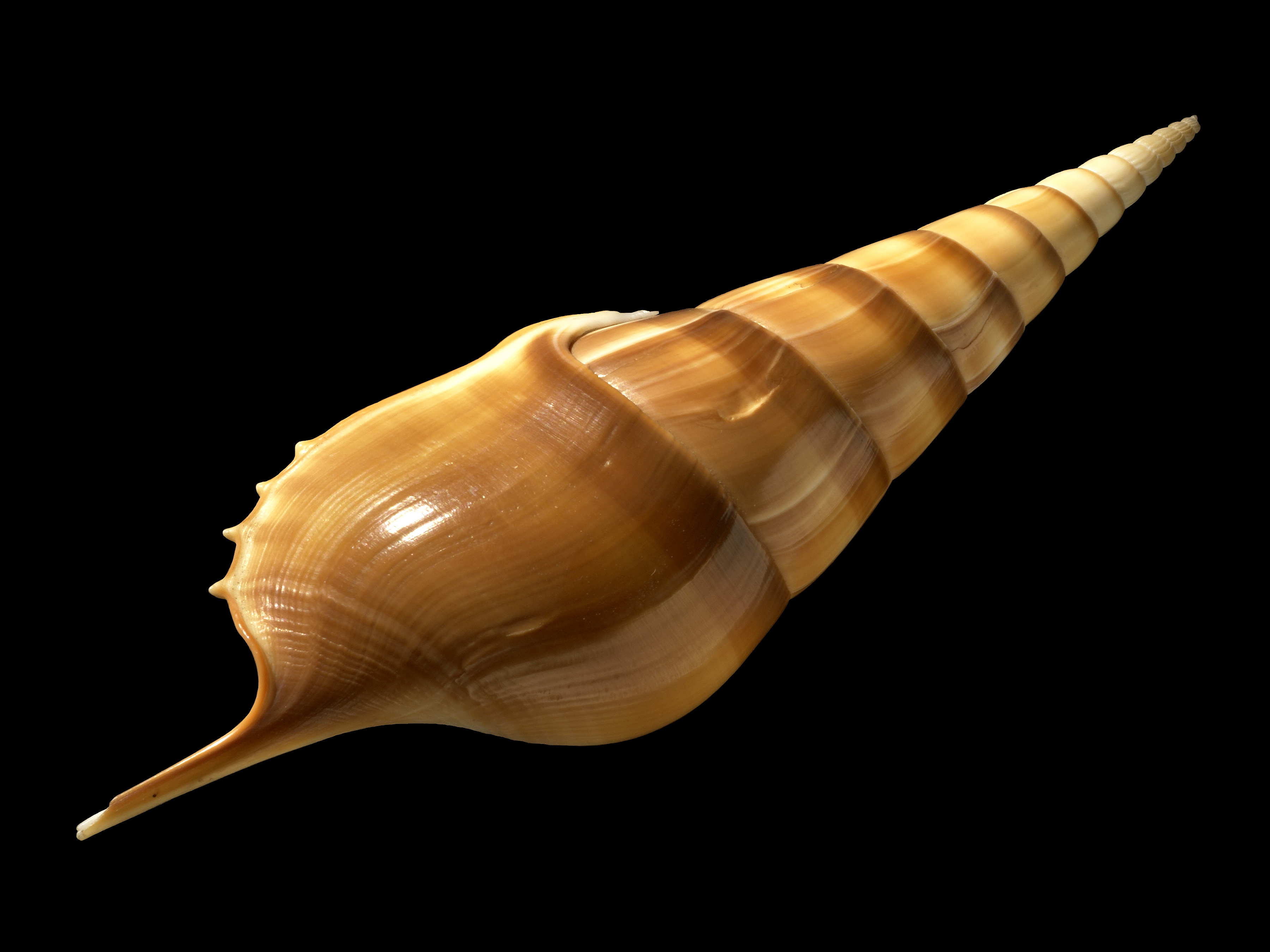
Das Gehäuse einer Meeresschnecke (Tibia insulaechorab), zu den Flügelschnecken gehörig

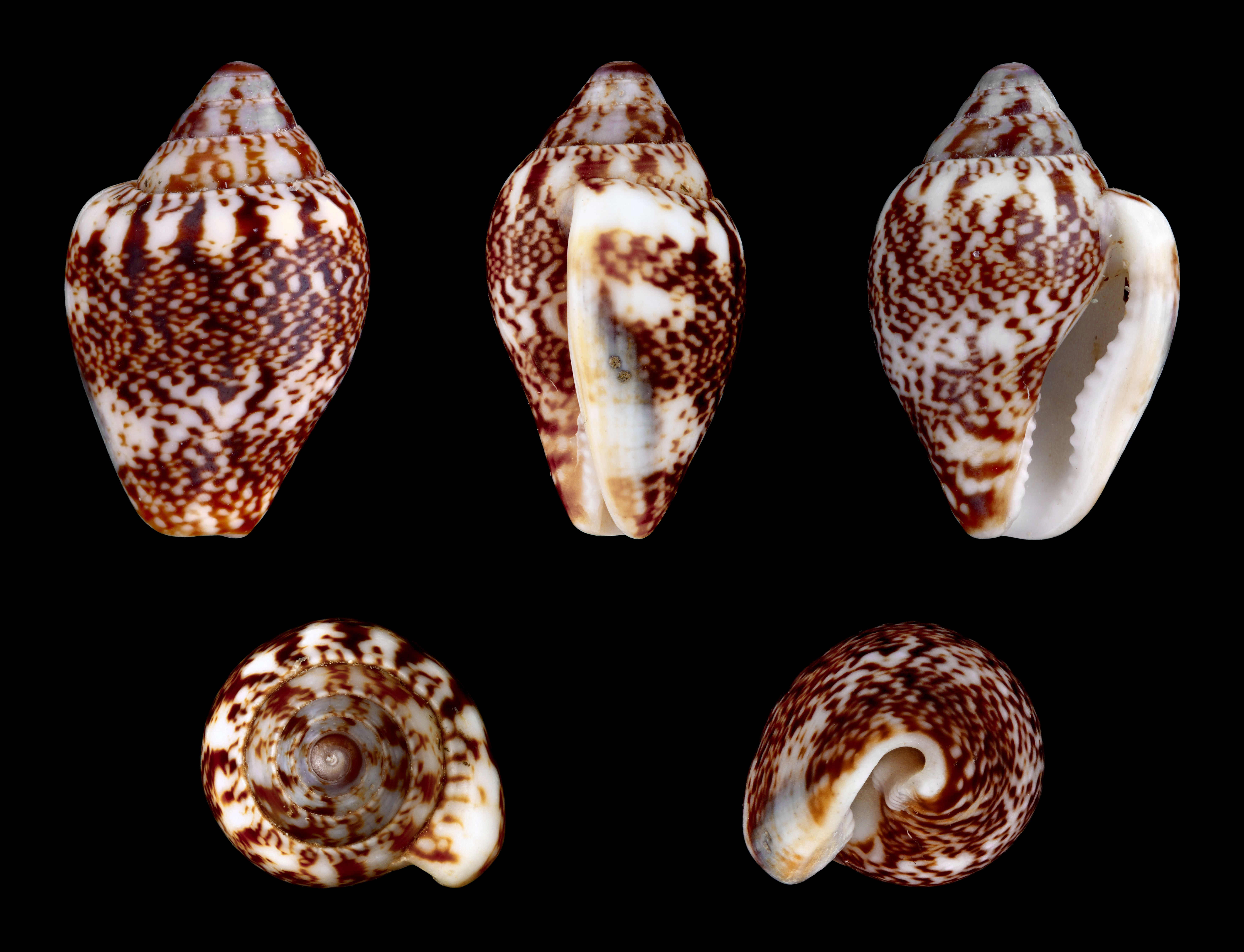
Columbella rustica

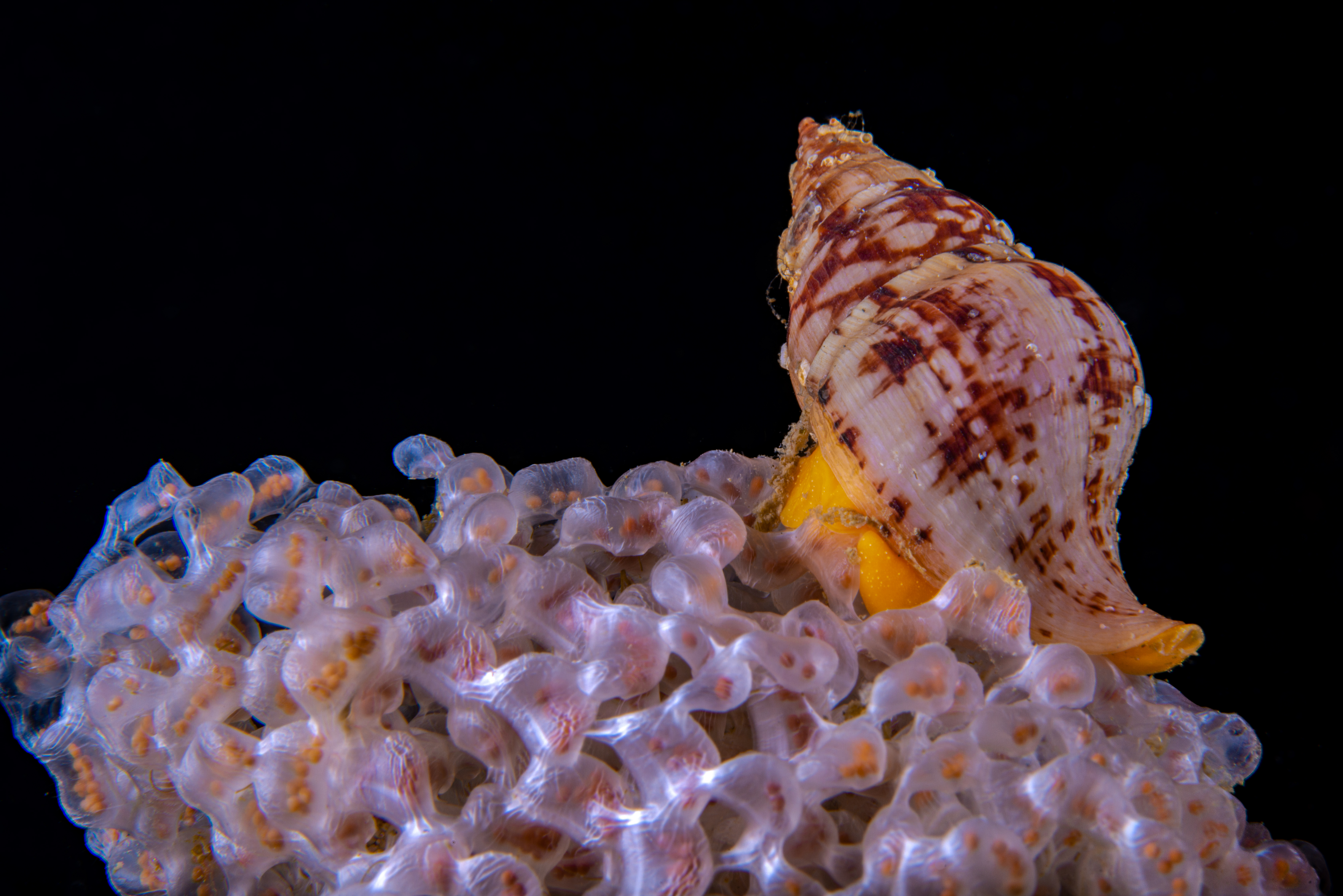
Meeresschnecke (Euthria cornea) mit Eikapseln

Als Meeresschnecken oder Meerschnecken werden jene Familien und Arten von Schnecken bezeichnet, die im Meer leben. Durch das salzhaltige Wasser haben sie teilweise eine von Süßwasser- und Landschnecken verschiedene Biochemie.

## Geschichte
Fossile Schnecken sind seit dem frühen Kambrium vor ca. 530 Millionen Jahren bekannt, wobei bei den ältesten Funden allerdings nicht endgültig geklärt ist, ob sie wirklich zur Klasse der Schnecken zu zählen sind. Diese ersten Arten lebten im Meer von Algen, möglicherweise auch von Schwämmen. Im Erdaltertum waren Arten der Gattung Bellerophon verbreitet. Echte Süßwasser- und Land-Lungenschnecken sind mit Sicherheit erst ab dem Erdmittelalter (Jurazeit) bekannt, doch dürften in früheren Erdperioden (Trias, spätes Paläozoikum) durchaus auch schon Schnecken auf dem Festland oder im Süßwasser gelebt haben.
Da die Klasse der Schnecken aus dem Meer stammt, bilden die Meeresschnecken keine geschlossene systematische Gruppe. Die ersten Gastropoden ähnelten den heutigen Napfschnecken, Nixenschnecken, Lochschnecken und den Seeohren, die äußerlich wie Muscheln aussehen. Diese Arten haben dann eine verminderte Ausprägung der sonst bei Schnecken festzustellenden Rechts-Links-Symmetrie. Im Laufe der Zeit hat sich eine große Artenvielfalt entwickelt. Es gibt harmlose Weidegänger und giftige Räuber. Viele Schnecken bilden massive Gehäuse, um sich vor Feinden zu schützen. Die Nacktkiemer und die Seehasen verzichten auf eine Schale und schützen sich durch Tarnung oder mit Nesselzellen, die sie mit ihrer Nahrung aufnehmen und in fransigen Körperfortsätzen einlagern. Es gibt etwa 40.000 verschiedene marine Gastropoden, und an verschiedenen Stellen des Stammbaums zweigen im Süßwasser und an Land lebende Taxa ab.

## Marine Lebensräume
Die Meerestiere besiedeln alle Bereiche von der Brandungszone bis in die Tiefsee, von den Polen bis zum Äquator. Es gibt sie in Korallenriffen, auf Schwämmen, im Sandboden, an Felsen und Tangen und frei im Meer schwimmend. Es gibt dabei die ungewöhnlichsten Lebensweisen. Die Veilchenschnecke lebt unter einem selbstgebauten Floß aus Schleimblasen. Damit treibt sie über das Meer und frisst Quallen, wenn sie auf sie trifft. Sogar an den schwarzen Rauchern leben Schnecken. Die bekannteste ist die "Scaly Snail" mit ihren eisenhaltigen Körperschuppen. Nicht weniger bemerkenswert sind Wurmschnecken: Sie verwachsen mit dem Korallenriff und ernähren sich, indem sie Plankton mit einem Schleimnetz aus dem Wasser fangen. Kegelschnecken machen mit Giftpfeilen Jagd auf Fische. Sogar eher einfache Vertreter wie die Napfschnecken legen als revierbildende Weidegänger interessante Verhaltensweisen an den Tag.

## Bau und Form der Schale
Die Gehäuse bilden sich ausgehend vom Mantelrand und besitzen vielfach kräftige Farben und innen manchmal Perlmuttglanz. Die Färbung hat keine oder wenig Funktion, weil sie unterhalb von 10 bis 20 Meter Wassertiefe kaum mehr wahrnehmbar ist. Hier ist das rote Licht bereits großteils aus der Sonnenstrahlung herausgefiltert, sodass blaue Anteile im Licht vorherrschen. Außerdem entstehen die Farben der Schalen meist durch das Deponieren von Abfallprodukten des Eiweiß-Stoffwechsels.
Die Gehäuse von Meeresschnecken dienen in verschiedenen Kulturen der Herstellung von Schneckentrompeten. Aufgrund der besonderen akustischen Eigenschaften wird auch – meist scherzhaft – der Aberglaube gepflegt, im Schneckenhaus sei das Meeresrauschen gefangen, das man als konservierte Urlaubserinnerung mit nach Hause nehmen kann.
Einige Schnecken sind auch Bestandteil des Zooplanktons, etwa Glaucus atlanticus oder die räuberischen Pterotracheidae.

## Bekannte Beispiele von Seeschnecken
Viele der Meeresschnecken sind als „Meeresfrüchte“ beliebt und teilweise kulinarische Delikatessen, was den Bestand mancher Arten bereits stark gefährdet.
Neben den Seeohren (Abalonen), die für die asiatische Küche sehr beliebt sind, betrifft dies z. B. die Purpurschnecken – allerdings wegen der Herstellung des seit dem Altertum beliebten Purpurs.
Unter den vielen, auch kleineren Arten – die nicht nur in warmen Meeren, sondern auch in der gemäßigten Klimazone und auch weiter nördlich vorkommen, sind noch weitere Tierspezies besonders bekannt.